# 田中範佳
田中 範佳（たなか のりよし）は、日本の看護師、看護学者（周術期看護学・急性期看護学・臨床看護とデザイン学）。学位は博士（看護学）（大阪大学・2013年）。静岡県立大学看護学部教授・大学院看護学研究科教授。
東海大学医学部付属病院看護部看護士、静岡県立大学看護学部准教授などを歴任した。

## 概要
周術期看護学、急性期看護学、臨床看護とデザイン学を専攻する看護学者である。周術期や急性期の看護についての研究とともに、看護用具の開発や評価においても知られている。東海大学医学部付属病院での勤務を経て、東海大学や大阪大学にて学び、静岡県立大学などで教鞭を執った。

## 来歴

### 生い立ち
看護士の資格を持ち、同名の学校法人により設置・運営される東海大学の医学部付属病院看護部にて2001年（平成13年）4月より看護士として勤務した。その後、勤務先であった東海大学に進学し、健康科学部の看護学科にて学んだ。2007年（平成19年）3月、東海大学を卒業した。それにともない、学士（看護学）の学位を取得した。さらに東海大学の大学院に進学し、芸術学研究科の造型芸術専攻にて学んだ。2009年（平成21年）3月、東海大学の大学院における修士課程を修了した。それにともない、修士（芸術学）の学位を取得した。その後、同名の国立大学法人により設置・運営される大阪大学の大学院に進学し、医学系研究科の保健学専攻にて学んだ。在学中に「Visual Analogue Scaleを用いた術前の不安レベルと手術室入室に伴う循環動態変動の関連の検討」と題した博士論文を執筆した。2013年（平成25年）3月、大阪大学の大学院における博士後期課程を修了した。それにともない、同年3月25日付で博士（看護学）の学位を取得した。

### 看護学者として
2013年（平成25年）4月、県と同名の公立大学法人により設置・運営される静岡県立大学に採用され、看護学部の准教授に就任した。看護学部においては、主として看護学科の講義を担当した。2017年（平成29年）4月、静岡県立大学において看護学部の教授に昇任した。その後も引き続き看護学科の講義を担当し、成人看護学を受け持った。静岡県立大学の大学院においては、看護学研究科の教授を兼務した。看護学研究科においては、主として看護学専攻の講義を担当し、成人看護学を受け持った。

## 研究
専門は看護学であり、周術期看護学、急性期看護学、臨床看護とデザイン学、といった分野について研究していた。具体的には、周術期や急性期における看護について研究していた。また、東海大学の大学院では芸術学研究科の造型芸術専攻にて学ぶなど、デザイン学についても造詣が深く、看護用具の開発や評価についての研究にも従事していた。一例として、医療用の枕の開発が知られている。全身麻酔を施した側臥位や腹臥位での手術は、通常の枕を使用すると気管内チューブのずれや眼球や顔面神経等の局所圧迫といったさまざまなトラブルが起こりがちであった。この問題を軽減するため、検証や実験を繰り返し、側臥位や腹臥位で手術するための枕を開発した。特殊ウレタンフォームにより頸部から頭部全体を包み込むことで、耳介、頬部、顔面神経など局所に対する圧迫を軽減し、気管内チューブのトラブルも防ぐことができるなど、除圧性と安定性に配慮した枕となっている。医療現場から生み出された点や、医療分野に限らず新たな機能性を附与できる可能性などが評価され、グッドデザイン賞を受賞している。また、メディカルデザインアワードに輸液を管理する「Drip Adjuster」を出品したところ、操作が簡単でデザインに優しさが感じられると評価され、輸液ライン部門の奨励賞を受賞するとともに、来場者による投票により観客賞も受賞している。そのほか、シミュレーション教育についても研究していた。
学術団体として、シグマシータタウ国際名誉看護学会、周術期診療協会、日本手術医学会、日本看護研究学会、などに所属した。シグマシータタウ国際名誉看護学会においては、学会査読委員を務めた。

## 略歴
- 2001年 - 東海大学医学部付属病院看護部看護士[3]。
- 2007年 - 東海大学健康科学部卒業[4]。
- 2009年 - 東海大学大学院芸術学研究科修士課程修了[4]。
- 2013年 - 大阪大学大学院医学系研究科博士後期課程修了[4]。
- 2013年 - 静岡県立大学看護学部准教授[3]。
- 2017年 - 静岡県立大学看護学部教授[3]。

## 賞歴
- 2006年 - グッドデザイン賞[11]。
- 2011年 - メディカルデザインアワード輸液ライン部門奨励賞[13]。
- 2011年 - メディカルデザインアワード観客賞[14]。

### 註釈
1. ↑  看護士は、看護婦と統合され、2002年に看護師に移行した。
2. ↑  東海大学健康科学部の看護学科は、2018年に医学部に移管された。健康科学部も、同年に健康学部に改組された。